# شاه‌ماهی (سرده)
شاه‌ماهی (سرده) (نام علمی: Clupea) نام یک سرده از تیره شگ‌ماهیان است.